# Miasnikova
Miasnikova (en rus: Мясникова) és un poble de l'óblast de Sverdlovsk, a Rússia, segons el cens del 2010 tenia 12 habitants.